# Ораторіанці
Ораторіа́нці або Інститут ораторіанців святого Філіпо Нері (лат. Institutum Oratorii Sancti Philippi Neri) — католицька конгрегація, що виникла 1558 року в Римі з ініціативи св. Філіпо Нері. Серед її учасників були духовні особи, які не складали чернечих обітниць. Вони почали регулярно збиратися для читання й тлумачення духовних книг у молитовні («ораторії») при лікарні, влаштованої Філіпо Нері; із цього гуртка і склалася конгрегація. Пізніше, 1611 року, вона перенеслася до Франції, де прославилася досягненнями на ниві науки й філософії.

## Історія
Початок громаді ораторіанців було покладено в 1558 році в Римі, коли священник Філіпо Нері почав проводити пастирські зустрічі в церкві Сан-Джироламо-делла-Каріта, потім облаштував для таких зустрічей спеціальне приміщення при храмі, яке назвав ораторієм. Зустрічі складалися з бесід на релігійні теми і співу церковних гімнів. Особливістю зустрічей було те, що в них брали участь як священники, так і миряни. Крім зустрічей члени громади займалися самоосвітою — вивчали церковну музику, церковну історію, вели благодійну діяльність.
В 1564 році Філіпо Нері був призначений настоятелем церкви Сан-Джованні-деї-Фіорентіні. При ній він заснував аналогічну громаду, члени якої стали іменувати себе ораторіанцями. Поступово були розроблені певні правила при участі священника Франческо Таруджі, майбутнього кардинала, що також приєднався до ораторіанців. 15 липня 1575 року Григорій XIII буллою Copiosus in misericordia схвалив створення товариства. Ораторіанці стали затвердженою громадою громадського життя, згодом товариством апостольського життя, тобто її члени не приносять чернечих обітниць, а до складу конгрегації входять як священники, так і миряни.
Діяльність ораторіанців поступово розширювалася, в 1579 році був створений ораторій у Мілані, в 1586 році — в Неаполі. В 1583 році була написана перша конституція, яка згодом кілька разів перероблялася. В 1612 році конституція суспільства була затверджена Павлом V. Наприкінці XVI століття суспільство налічувало 10 ораторів. На початку XVII століття суспільство переступило італійські кордони — в 1611 році відомий богослов П'єр де Берюль, який високо цінував ораторіанців за внесок у підвищення духовного та інтелектуального рівня кліру та парафіян, заснував ораторій у Парижі. У XVIII столітті конгрегація налічувала 150 обителей у Європі, Латинській Америці та Індії. У XIX столітті ораторії з'явилися у Великій Британії та США. У Великій Британії перші ораторій створив знаменитий богослов Джон Ньюмен. У 1968 році створена жіноча федерація сестер святого Філіпа Нері.
Ораторіанців прославилися своїми заслугами в галузі філософії, науки та духовної музики — до французьких ораторіанців належали Луї-Антуан Караччіоло, Лаблеттері, Мальбранш, Жан Морен та інші, до італійських — кардинал Бароній Цезар і композитор Джованні П'єрлуїджі да Палестріна.

## Повсякденне життя
На відміну від членів релігійного інституту, ораторіани не зобов'язані правилами, щоб молитися разом, але це є те, що ораторіани вважають важливим, і вони беруть на себе зобов'язання молитися разом принаймні двічі на день, і приймати одну трапезу, зазвичай вечерю. Ораторіани, як правило, мають встановлений час кожен день для спільної молитви в безмовній медитації, це закінчується класично з читанням Письма. Вони також можуть здійснювати Євхаристію. Хоча деякі ораторії можуть мати домінуючі місії (наприклад, ораторіани мистецтво Лондона, які підтримують школи). В загальному — ораторіани проводять день, беручи участь у різних місіях: навчання, робота у парафії, духовне спрямування, кампус, управління або обслуговування дому ордену. Деякі ораторії спеціально пов'язані з парафіями і, отже, служать священнослужителям парафії.

## Поширення
На сьогоднішній день існує 77 громад, що входять до складу Конфедерації згромаджень ораторіан. Присутні в 17 провінціях: 53 громади в Європі, 23 в Америці і в Африці, в цілому 470 членів, понад 80 початківців і близько 100 кандидатів.

## Інші факти
Від слова «ораторіанці» походить назва музичного твору ораторія.